# Jaj de szépen esik az eső
A Jaj de szépen esik az eső kezdetű magyar népdal alábbi változatát Péczely Attila gyűjtötte Kiskomáromban.

## Kotta és dallam
Nem messze van ide Kanizsa,

vasas kocsin járok el oda,

vasas kocsi, réz a tengelye szege,

a babámnak Mari a neve.

## Felvételek
- Jaj, de szépen esik az eső. cimbalom.nl (Hozzáférés: 2016. április 29.) (audió) arch